# Ipidecla schausi
Ipidecla schausi is een vlinder uit de familie van de Lycaenidae. De wetenschappelijke naam van de soort werd als Thecla schausi in 1887 gepubliceerd door Godman & Salvin.

## Synoniemen
- Thecla insignis Godman & Salvin, 1887
- Thecla miranda Godman & Salvin, 1887
- Ipidecla euprepes Hayward, 1949